# Thesium patulum
Thesium patulum är en sandelträdsväxtart som beskrevs av Arthur William Hill. Thesium patulum ingår i släktet spindelörter, och familjen sandelträdsväxter. Inga underarter finns listade i Catalogue of Life.